# Peggy Sue
"Peggy Sue" é uma canção de rock and roll escrita por Jerry Allison e Norman Petty, gravada e lançada como single por Buddy Holly no início de julho de 1957. Os Crickets não são mencionados no rótulo do single (Coral 9-61885), mas os membros da banda Joe B. Mauldin (contrabaixo) e Jerry Allison (bateria) tocaram na gravação.

## Produção
A canção foi originalmente intitulada "Cindy Lou", em referência a sobrinha de Holly, filha de sua irmã Pat Holley Kaiter. O título foi posteriormente alterado para "Peggy Sue" em referência a Peggy Sue Gerron (1940-2018), a namorada (e futura esposa) de Jerry Allison, o baterista do Crickets, depois que o casal se separou temporariamente. O título foi alterado como forma de pedi-la para retomar ao relacionamento.
Em sua biografia, Whatever Happened to Peggy Sue?, Gerron afirmou que a primeira vez que ouviu a canção em um show no Sacramento Memorial Auditorium em 1957 ficou "tão envergonhada, queria morrer".
Inicialmente, apenas Allison e Petty foram listados como autores da canção. Por insistência de Allison, Holly foi creditado como co-compositor após sua morte. Joe B. Mauldin (contrabaixo) e Allison (bateria) tocaram na gravação.

## Recepção
"Peggy Sue" foi número três na parada Billboard Top 100 em 1957.
Em 2004 foi classificada na posição 197 na "Lista das 500 melhores canções de todos os tempos da Revista Rolling Stone". É classificada como a 106ª melhor canção de todos os tempos e a terceira melhor de 1957 pela Acclaimed Music. Em 1999, a National Public Radio (NPR) incluiu a música no NPR 100, uma lista das "100 obras musicais estadunidenses mais importantes do século XX". Foi introduzida no Grammy Hall of Fame em 1999.
O Rock and Roll Hall of Fame incluiu a canção em sua lista de "Canções que Moldaram o Rock and Roll".

## "Peggy Sue Got Married"
Holly escreveu uma sequência, "Peggy Sue Got Married", e gravou uma versão demo em seu apartamento em Nova Iorque em 5 de dezembro de 1958, acompanhado apenas por ele na guitarra. A fita foi descoberta após sua morte e foi "aprimorada" para lançamento comercial, com a adição de vocais de apoio e uma faixa de guitarra que abafa a guitarra de Holly e quase abafa sua voz. A versão original raramente ouvida foi lançada em uma coleção de vinil, The Complete Buddy Holly. Mais tarde, foi exibido nos créditos de abertura do filme Peggy Sue Got Married (1986), de Kathleen Turner.
Após a morte de Holly, os Crickets lançaram sua própria versão como single em 1960. Eles seguiram os arranjos originais, com David Box, um imitador de Holly, como vocalista principal.

## Versõescover
Essa canção foi regravada por diversos artistas, incluindo John Lennon, New Riders of the Purple Sage, The Beach Boys, The Hollies e Waylon Jennings (que trabalhou com Holly).

## Posição nas paradas musicais

### Single
| Parada (1957) | Melhor posição |
| ------------- | -------------- |
| Billboard     | 3              |
| Reino Unido   | 6              |
| Canadá        | 4              |
| Parada (1958) | Melhor posição |
| Alemanha      | 5              |
| Bélgica       | 9              |